# 515 a. C.
El año 515 a. C. fue un año del calendario romano prejuliano. En el Imperio Romano, fue conocido como el año 239 Ab Urbe condita.

## Acontecimientos
- Fin aproximado del reinado de Aristón de Esparta.

## Nacimientos
- Parménides de Elea (fecha probable), Filósofo griego.
- Demarato Rey de Esparta

## Fallecimientos
- Arcesilao III de Cirene, rey griego.

- Datos: Q242129